# Спрингер, Грегори
Грегори Томас Спрингер (англ. Gregory Thomas Springer; род. 13 февраля 1961, Вудленд-Хиллз, Калифорния) — американский гребец, выступавший за сборную США по академической гребле в период 1981—1992 годов. Серебряный призёр летних Олимпийских игр в Лос-Анджелесе, обладатель серебряной медали Игр доброй воли, чемпион Панамериканских игр, победитель и призёр многих регат национального значения.

## Биография
Грегори Спрингер родился 13 февраля 1961 года в округе Вудленд-Хиллз, штат Калифорния.
Занимался академической греблей во время учёбы в Калифорнийском университете в Ирвайне, состоял в местной гребной команде, неоднократно принимал участие в различных студенческих регатах. Окончил университет в 1983 году, получив учёную степень в области физики.
Впервые заявил о себе в гребле в 1981 году, выиграв серебряную медаль в восьмёрках на молодёжной регате в Эссене.
Первого серьёзного успеха на взрослом международном уровне добился в сезоне 1983 года, когда вошёл в основной состав американской национальной сборной и выступил на Панамериканских играх в Каракасе, где одержал победу в зачёте распашных рулевых четвёрок.
Благодаря череде удачных выступлений удостоился права защищать честь страны на домашних летних Олимпийских играх 1984 года в Лос-Анджелесе. В программе рулевых четвёрок пришёл к финишу вторым, пропустив вперёд только экипаж из Великобритании, и тем самым завоевал серебряную олимпийскую медаль.
После лос-анджелесской Олимпиады Спрингер остался в составе гребной команды США и продолжил принимать участие в крупнейших международных регатах. Так, в 1985 году он выступил на чемпионате мира в Хазевинкеле, где в рулевых четвёрках финишировал пятым.
В 1986 году пересел в парную лодку, в частности стартовал в парных одиночках на мировом первенстве в Ноттингеме — сумел квалифицироваться здесь лишь в утешительный финал B и расположился в итоговом протоколе соревнований на девятой строке. Побывал на Играх доброй воли в Москве, откуда привёз награду серебряного достоинства, выигранную в той же дисциплине.
В качестве запасного гребца присутствовал на Олимпийских играх 1988 года в Сеуле, однако выступить здесь ему так и не довелось.
В 1990 году в одиночках закрыл десятку сильнейших на домашнем этапе Кубка мира в Сан-Диего.
Находясь в числе лидеров американской национальной сборной, благополучно прошёл отбор на Олимпийские игры 1992 года в Барселоне. На сей раз стартовал в парных двойках и показал итоговый девятый результат. Вскоре по окончании этих соревнований принял решение завершить спортивную карьеру.
Впоследствии работал на ранчо на юге Техаса.